# カール・トーマス・モーツァルト

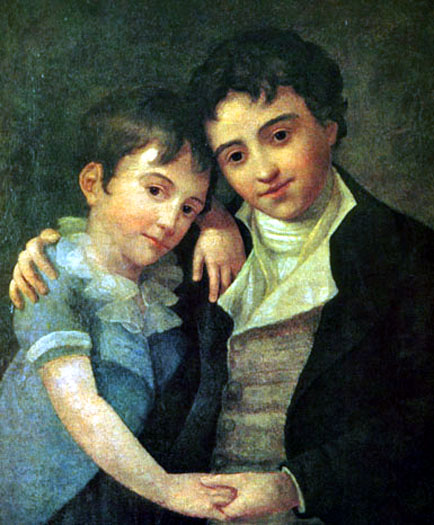
カールと弟ヴォルフガング2世（左）の油彩画（1798年）

カール・トーマス・モーツァルト（Karl Thomas Mozart、1784年9月21日 - 1858年10月31日）は、ヴォルフガング・アマデウス・モーツァルトの長男。現代ドイツ語の正書法では名を「Karl」と綴るが、古い時代の名残りで「Carl」とする場合も見られる。
ウィーン生まれ。モーツァルトの生き残った二人の遺児のうちのひとり。父の没後、まだ7歳だったにもかかわらず母コンスタンツェによってプラハのギムナジウムの教授フランツ・クサーヴァー・ニーメチェクのもとに送られ、ニーメチェクより一般教育とピアノ教育を受ける。1797年までプラハに過ごした。
14歳になるとリヴォルノに行き、同地の商業学校で教育を受ける。この頃になると、ピアノ商人になる道を思い描くようになる。しかしながら商科に満足できなくなり、1805年の暮れに音楽を学ぶためにミラノに行き、フランツ・ヨーゼフ・ハイドンの推薦状を得て、作曲家でミラノ音楽院院長のボニファツィオ・アジオーリに入門。最初の2年間の進歩は目覚しく、前途有望であったが、3年次に音楽の道を断念してしまう。その後は文官としてミラノ行政に携わった。
その後のカールはロンバルディア州の都でつつましく暮らし、父親の名声に貢献することに人生を捧げるようになる。1820年の8月から9月にかけて弟ヴォルフガング2世が訪れ、1825年にはミラノで母とも再会している。1836年には彼女をザルツブルクに見舞った。1842年には、ザルツブルクでモーツァルト像の除幕式にも立ち会っている。

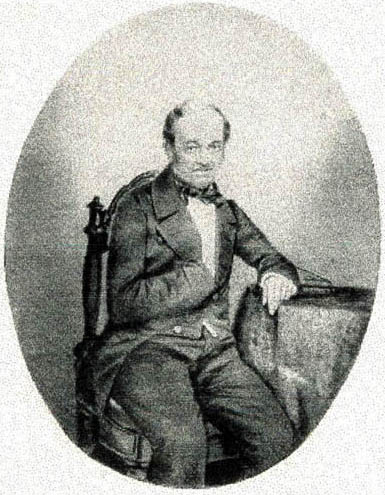
カールのダゲレオタイプ（1856年）

モーツァルテウムに、すでに父親の遺産のハンマーフリューゲルを寄贈していたが、その後もかなりの額の金銭を寄附し、さらに父親の蔵書や楽譜をも譲り渡した。
1858年10月31日、死去。74歳だった。